# Marian Oprea
Marian Oprea, né le 6 juin 1982 à Pitești, est un athlète roumain, pratiquant le triple saut.

## Biographie
Après être devenu champion du monde junior en 2000 à Santiago du Chili, il échoue lors des qualifications de ses premiers grands championnats lors des Championnats du monde d'athlétisme 2001. Il échoue de nouveau lors des Championnats d'Europe d'athlétisme 2002. Toutefois, il a obtenu en début de saison une médaille d'argent aux européens indoor à Vienne.
Mais c'est de nouveau l'échec lors Championnats du monde d'athlétisme 2003 avant de franchir ce cap des qualifications pour les Jeux olympiques 2004. Il obtient finalement une médaille d'argent.
Lors de l'année 2005, il figure ainsi parmi les favoris au titre pour les Championnats du monde d'athlétisme 2005 à Helsinki, surtout que le grandissime favori le suédois Christian Olsson est forfait. Mais il ne remporte que la médaille de bronze.
En 2010, avec une médaille d'argent à Barcelone, ce qui lui permet de représenter l'Europe lors de la Coupe continentale d'athlétisme 2010.
Lors du meeting de Liévin, le 8 février 2011, il réalise un saut de 17,07 m, derrière le français Teddy Tamgho et ses 17,64 m, meilleure performance mondiale de l'année, et le Cubain Alexis Copello (17,14 m). Le mois suivant, il se classe troisième des Championnats d'Europe en salle de Paris avec 17,62 m, derrière l'Italien Fabrizio Donato (17,73 m) et Teddy Tamgho (17,92 m), record du monde en salle.
En 2013, le Roumain prend la sixième place des Championnats du monde de Moscou puis termine cinquième des Championnats d'Europe de Zürich l'année suivante. En 2015, il s'empare à nouveau du bronze lors des Championnats d'Europe en salle : il réalise un bond à 16,91 m. Lors de la saison en plein air, il se classe sixième des Championnats du monde de Pékin avec 17,06 m, après avoir établi en qualifications 17,07 m. 
Le 19 mars 2016, Oprea termine 10e aux championnats du monde en salle de Portland avec un saut à 16,27 m.

## Palmarès
| Date | Compétition                       | Lieu              | Résultat | Marque  |
| ---- | --------------------------------- | ----------------- | -------- | ------- |
| 1999 | Championnats du monde cadets      | Bydgoszcz         | 4e       | 15,70 m |
| 1999 | Championnats d'Europe juniors     | Riga              | 3e       | 15,98 m |
| 2000 | Championnats du monde juniors     | Santiago du Chili | 1er      | 16,41 m |
| 2001 | Championnats des Balkans          | Trikala           | 1er      | 16,61 m |
| 2001 | Championnats d'Europe juniors     | Grosseto          | 1er      | 16,65 m |
| 2001 | Universiade                       | Pékin             | 2e       | 17,11 m |
| 2002 | Championnats d'Europe en salle    | Vienne            | 2e       | 17,22 m |
| 2002 | Championnats des Balkans          | Bucarest          | 1er      | 16,61 m |
| 2003 | Championnats du monde en salle    | Birmingham        | 8e       | 16,59 m |
| 2003 | Championnats des Balkans          | Thèbes            | 1er      | 17,24 m |
| 2003 | Championnats d'Europe espoirs     | Bydgoszcz         | 2e       | 17,28 m |
| 2004 | Championnats du monde en salle    | Budapest          | 5e       | 17,19 m |
| 2004 | Jeux olympiques                   | Athènes           | 2e       | 17,55 m |
| 2005 | Championnats du monde             | Helsinki          | 3e       | 17,40 m |
| 2006 | Championnats des Balkans en salle | Péania            | 1er      | 15,51 m |
| 2006 | Championnats du monde en salle    | Moscou            | 4e       | 17,34 m |
| 2006 | Championnats d'Europe             | Göteborg          | 3e       | 17,18 m |
| 2006 | Coupe du monde des nations        | Athènes           | 3e       | 17,05 m |
| 2008 | Jeux olympiques                   | Pékin             | 5e       | 17,22 m |
| 2010 | Championnats d'Europe             | Barcelone         | 2e       | 17,51 m |
| 2010 | Coupe continentale                | Split             | 1er      | 17,29 m |
| 2011 | Championnats d'Europe en salle    | Paris             | 3e       | 17,62 m |
| 2013 | Championnats des Balkans          | Stara Zagora      | 1er      | 17,24 m |
| 2013 | Championnats du monde             | Moscou            | 6e       | 16,82 m |
| 2014 | Championnats du monde en salle    | Sopot             | 3e       | 17,21 m |
| 2014 | Championnats d'Europe par équipes | Tallinn           | 1er      | 16,68 m |
| 2014 | Championnats des Balkans          | Pitești           | 1er      | 7,78 m  |
| 2014 | Championnats des Balkans          | Pitești           | 1er      | 16,77 m |
| 2014 | Championnats d'Europe             | Zurich            | 4e       | 16,94 m |
| 2015 | Championnats d'Europe en salle    | Prague            | 3e       | 16,91 m |
| 2015 | Championnats d'Europe par équipes | Heraklion         | 4e       | 15,68 m |
| 2015 | Championnats du monde             | Pékin             | 6e       | 17,06 m |
| 2016 | Championnats du monde en salle    | Portland          | 10e      | 16,27 m |
| 2017 | Championnats des Balkans          | Novi Pazar        | 3e       | 15,93 m |
| 2018 | Championnats des Balkans en salle | Istanbul          | 7e       | 15,22 m |
| 2019 | Championnats des Balkans          | Pravetz           | finale   | NM      |

## Records
| Épreuve     | Épreuve   | Marque       | Lieu     | Date            |
| ----------- | --------- | ------------ | -------- | --------------- |
| Triple saut | Plein air | 17,81 m (NR) | Lausanne | 5 juillet 2005  |
| Triple saut | En salle  | 17,74 m (NR) | Bucarest | 18 février 2006 |